# 케코
세르히오 곤탄 가야르도(스페인어: Sergio Gontán Gallardo, 1991년 6월 30일 ~)는 스페인의 축구 선수로 포지션은 미드필더이며 스페인 청소년 대표팀 출신이다.